# Курды в России

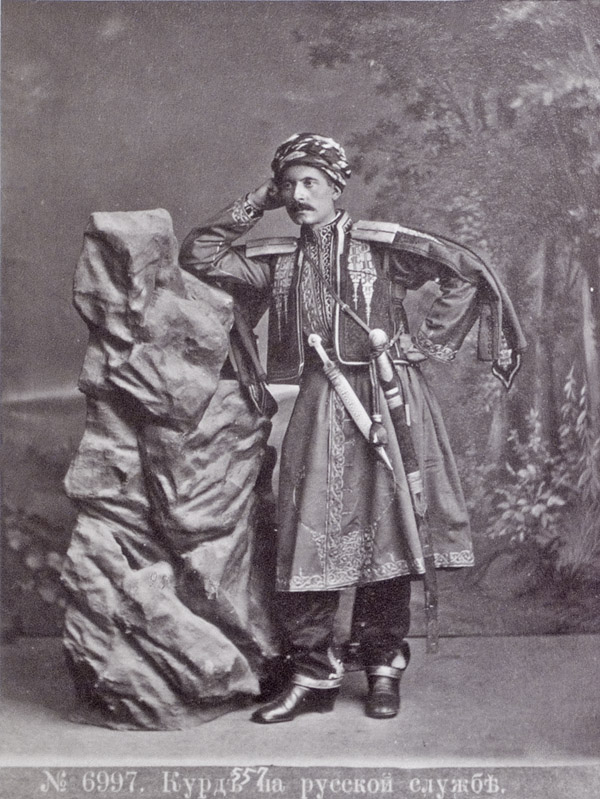
Курд на русской службе. Фотография Д. И. Ермакова

Ку́рды в Росси́и или росси́йские ку́рды (курд. Kurdên Rusyayê) — часть курдского народа, оказавшийся на территории Российской империи после присоединения Закавказья в начале XIX века. В XXI в, как результат череды внутрисоветских миграций в период распада СССР, местом крупнейшей концентрации курдов России стала Республика Адыгея.

## Доля курдов по районам и городам России (по переписи 2010 года)

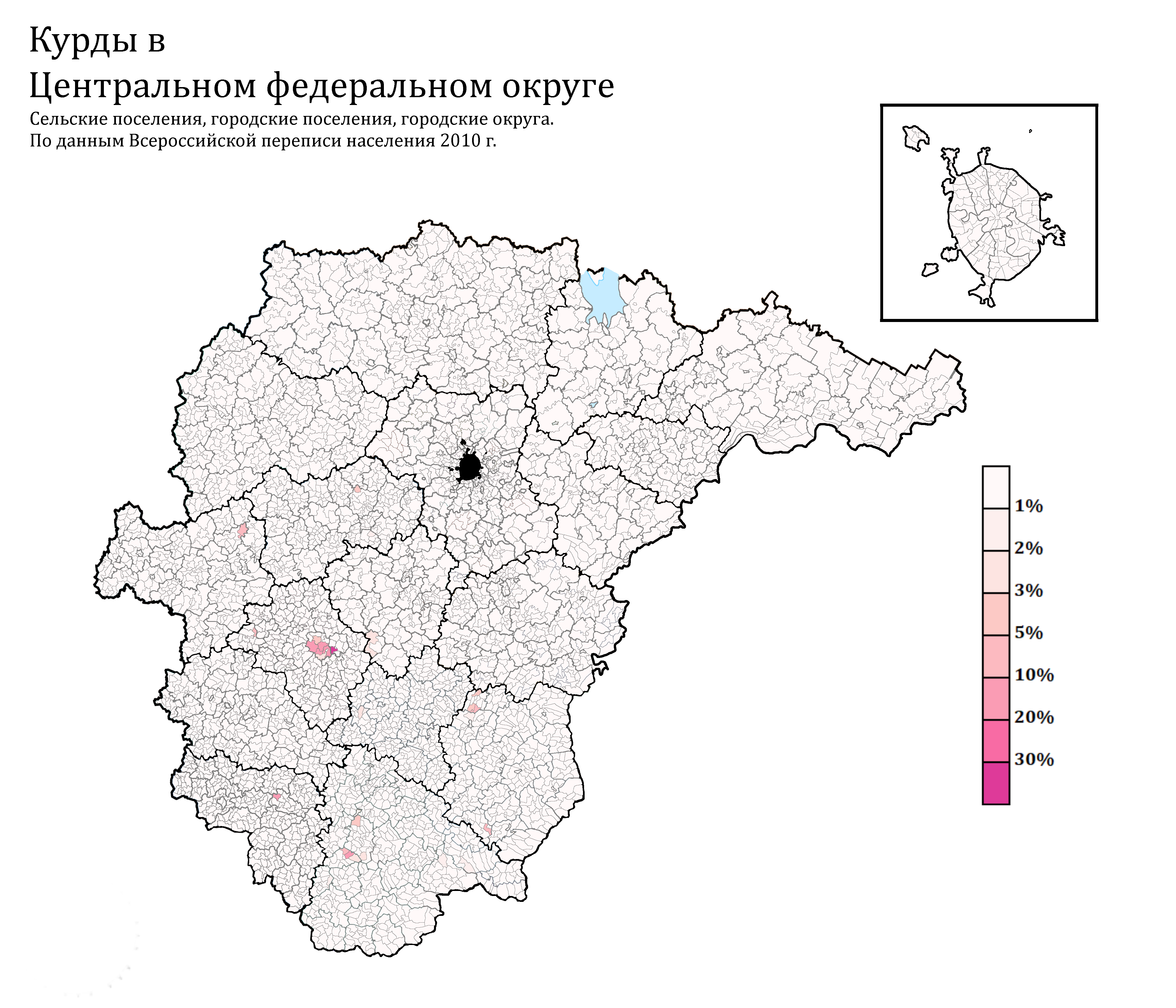
Расселение курдов в ЦФО по городским и сельским поселениям в %, перепись 2010 г.

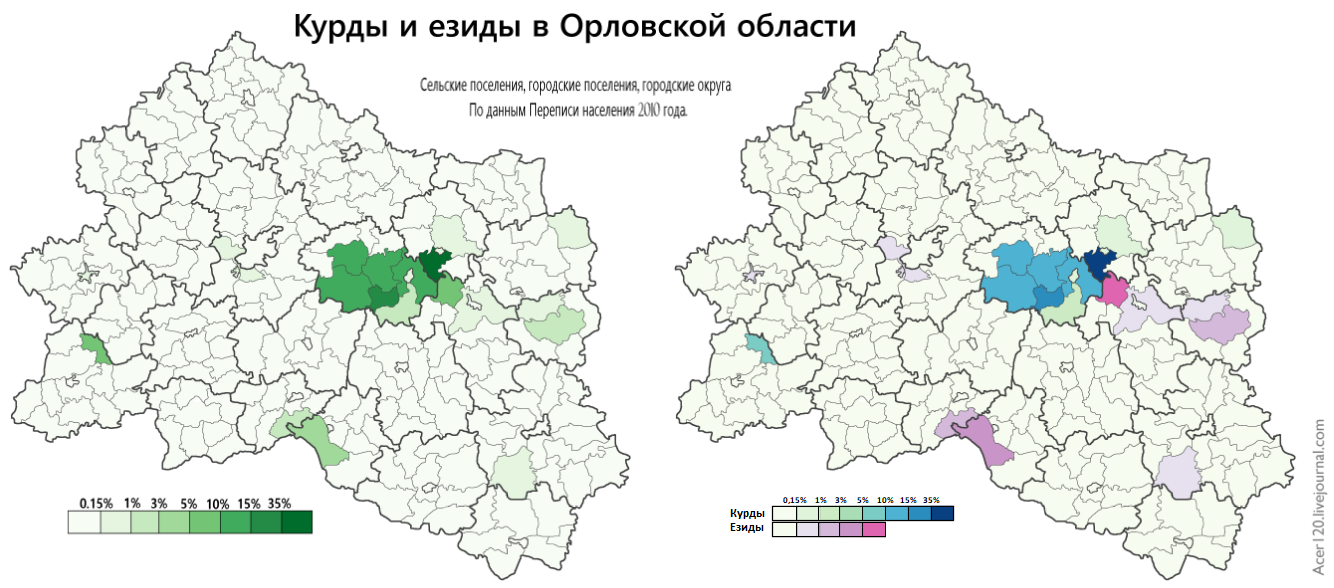
Курды и езиды в Орловской области по городским и сельским поселениям в %, перепись 2010 г., совместно и раздельно

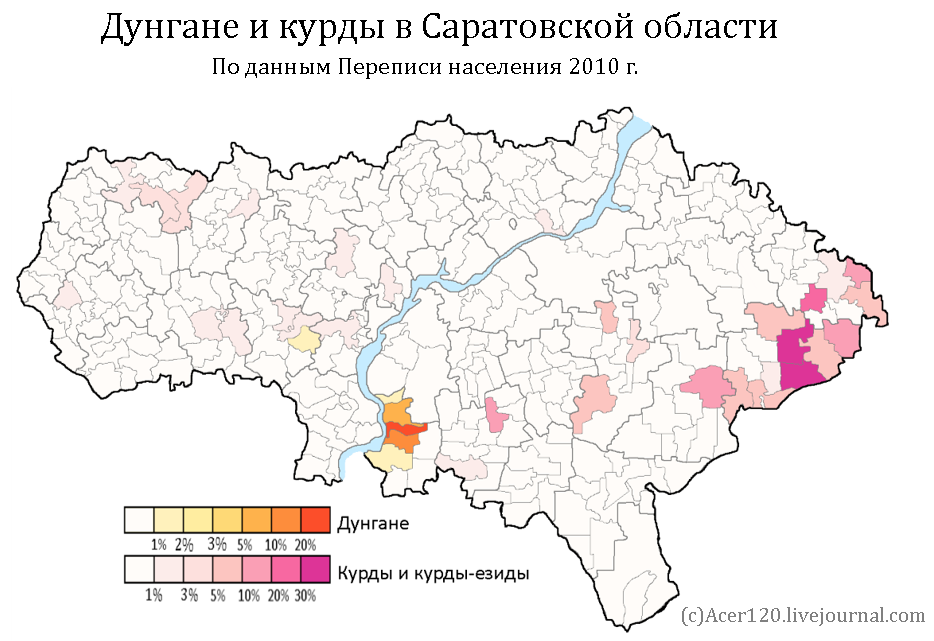
Дунгане и курды в Саратовской области по городским и сельским поселениям в %, перепись 2010 г.

(указаны муниципальные образования, где доля курдов в численности населения превышает 5 %):
| муниципальный район, городской округ | Субъект РФ          | % курдов[прояснить] |
| Красногвардейский МР                 | Адыгея              | 13,1                |
| Озинский МР                          | Саратовская область | 6,5                 |
| Залегощенский МР                     | Орловская область   | 5,5                 |
| Новосильский МР                      | Орловская область   | 5,2                 |

### Курды в Адыгее

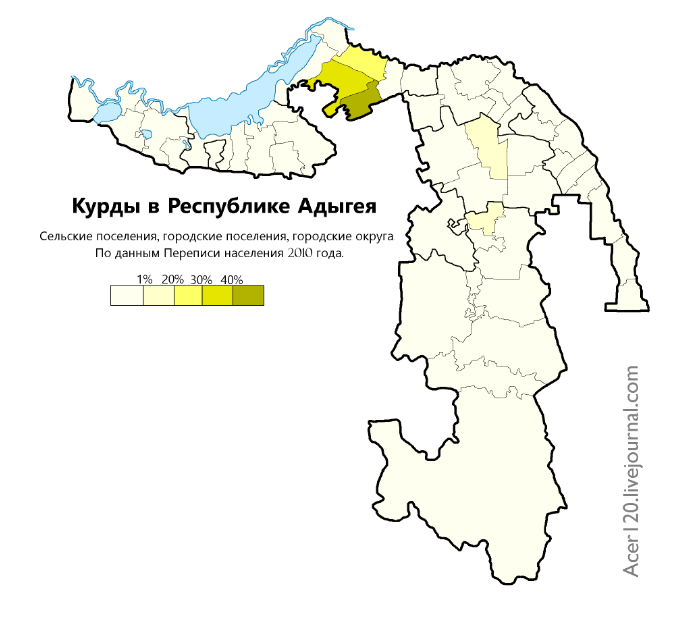
Курды в Республике Адыгея по городским и сельским поселениям в %, перепись 2010 г.

В XXI в. местом крупнейшей концентрации курдов России стала Республика Адыгея, в частности сельские населённые пункты Красногвардейского и, в меньшей степени, Майкопского районов, а также сам г. Майкоп. Массовая миграция курдов на территорию Адыгеи, где они до этого практически не проживали, началась в конце 80-х-начале 90-х годов прошлого века из зоны приграничного конфликта Армении и Азербайджана. Позднее к ним добавились экономические мигранты и родственники со всей территории обеих республик. Длительное время, большинство курдов, как и турок-месхетинцев, проживало на юге РФ как лица без гражданства. Но с начала 2000-х годов начался процесс постепенной легализации курдов на территории республики. Сейчас, подавляющее большинство местных курдов — граждане РФ. В настоящее время рост диаспоры происходит в основном за счёт высокого естественного прироста уже прибывшего населения, а также курдов-уроженцев РФ.

## Хронология
| Дата                       | Событие |
| -------------------------- | --- |
| 1801                       | После вхождения в состав Российской империи Грузии, а также Гянджинского, Карабахского и Шекинского ханств часть курдов стала российскими подданными. |
| 1804—1813, 1826—1828 годов | Отдельные курдские семьи и родоплеменные группы оказались в российском Закавказье также после русско-персидских войн. |
| 1813                       | После заключения между Россией и Персией Гюлистанского договоров к России отошли новые территории, населенные курдами. |
| '1828                      | После заключения между Россией и Персией Туркманчайского договоров к России отошли новые территории, населенные курдами. |
| 1829                       | После заключения между Россией и Турцией Адрианопольского договоров к России отошли новые территории, населенные курдами. |
| 1869-1885 гг.              | В состав России вошла Туркмения (Закаспийская область), где также исторически проживали курды. |
| 1878 г.                    | В Российскую Империю переселяются карсские и ардаганские курды . |
| 1897 г.                    | По данным первой Всеобщей переписи населения Российской империи, проведенной в 1897 г., курдов-мусульман и езидов насчитывалось 99,9 тыс. человек. |
| конец XIX века             | Массовые переселения из Турции и Ирана в Закавказье из-за неурожаев и голода. |
| 1917                       | Значительное число курдов-езидов бежало в Армению и Грузию в период геноцида армян (400 000 езидов было уничтожено в Османской Империи) |
| 1923 г. — 8 апреля 1929 г. | в составе Азербайджанской ССР был создан Курдистанский уезд с административным центром в поселке Абдаляр (позже переименованный в Лачин). Уезд получил широкую известность как «Красный Курдистан». Упразднен по решению VI Всеазербайджанского съезда советов |
| 1926                       | По результатам всесоюзной переписи 1926 г., общая численность советских курдов достигала 69,1 тыс. человек. |
| 1937                       | Депортация курдов Армении и Азербайджана в Казахстан и Среднюю Азию. |
| 1944                       | Депортация курдов из Грузии в Казахстан и Среднюю Азию. |
| 1956                       | Начало реабилитации курдов. |
| 1989-90                    | Курды из Средней Азии, Казахстана, Закавказья мигрировали в Россию (в отдельные районы Краснодарского и Ставропольского краёв, Ростовской области, Адыгеи)..                                                                                                   |

| Дата              | Событие |
| ----------------- | --- |
| июнь 1989 г       | Группа курдских общественных деятелей (М. С. Бабаев, А. А. Мамедов, Ф. К. Чатуев, З. А. Садыхов и др.) обратилась с заявлением к председателю Совета Национальностей Верховного Совета СССР Р. Н. Нишанову. В нём они изложили конкретные факты изгнания и притеснения курдов Армении, Узбекистана, Киргизии и Краснодарского края РСФСР. Курды просили разрешить им воссоздание своей автономии в Азербайджане, выражали готовность осваивать безлюдные и безводные земли на побережье Каспийского моря и на условиях хозрасчета и долгосрочной аренды наладить их орошение, производить продукты земледелия и животноводства, выплачивать государству налоги и арендную плату |
| 23 октября 1990 г | Было принято Постановление Верховного Совета СССР № 1738-I «Об образовании Комиссии по проблемам курдского народа» во главе с заместителем председателя Государственного комитета РСФСР по национальным вопросам В. П. Соболевым.. |
| 4 июня 1991 г.    | Генеральный директор Центра курдской культуры Т. М. Броев обратился к президенту СССР М. С. Горбачеву и председателю Верховного Совета СССР А. И. Лукьянову с просьбой ускорить решение курдского вопроса, в частности восстановить курдскую автономию и паритетное представительство курдов в законодательных органах власти на всех уровнях |
| 4 июля 1991 г.    | После серии встреч с представителями курдов и посещений мест их компактного проживания члены Комиссии проинформировали Верховный Совет СССР о том, что положительных изменений в условиях жизни курдского населения не произошло, десятки тысяч курдов в результате межнациональных конфликтов оказались на положении беженцев, а основной вопрос — о восстановлении национально-территориального образования курдов — нуждается в более глубокой проработке. . |
| конец 1991        | Распад СССР не позволил реализовать планы и намерения руководителей советского государства по восстановлению исторической справедливости в отношении курдского народа. |
| 1989—1992         | Переселение курдов из зоны армяно-азербайджанского конфликта в Россию. |

## Религия курдов в России
Большинство курдов в России исповедуют ислам и езидизм.

## Демография
Российская перепись 2002 года зарегистрировала 19 600 курдов-мусульман и 31 300 курдов-езидов в России.
Российская перепись 2010 года зарегистрировала 63 818 курдов, проживающих в России.
По переписи 2002 года в Москве проживало — 2338 курдов (695-курдов, 1643-езидов).
По переписи 2002 года в Санкт-Петербурге проживало — 384 курдов (163-курдов, 221-езидов).
|      | Численность населения | Страна  | Курды  | Езиды  | муж    | жен    | Европейская часть | Азиатская часть                                                    | Кавказская часть                                                           | Примечание |
| ---- | --------------------- | ------- | ------ | ------ | ------ | ------ | --- | ------------------------------------------------------------------ | -------------------------------------------------------------------------- | ---------- |
| 1897 | 99,949                | Рос Имп | -      | -      | 53,012 | 46,937 | 1 | 112                                                                | 99836                                                                      | 0,08 %     |
| 1926 | 69,184                | СССР    | 54,661 | 14,523 | 35,746 | 33,438 | РСФСР-179 УкрССР-1 | ТуркССР-2308 УзбекССР-1                                            | АзерССР-41216 АрмССР-15262 ГрузССР-10217                                   | 0,047 %    |
| 1939 | 45,877                | СССР    | -      | -      | -      | -      | РСФСР-387 УкрССР-90 БелССР-5                                                                                          | КазахССР-2387 ТуркССР-1954 КиргССР-1490 УзбекССР-156 ТаджССР-7     | Арм ССР-20481 Груз ССР-12915 АзерССР-6005                                  | 0,026 %    |
| 1959 | 58,799                | СССР    | -      | -      | -      | -      | РСФСР-855 УкрССР-65 БелССР-10 МолдССР-9 ЛатвССР-4 ЭстССР-3 ЛитССР-3                                                   | КазахССР-6109 КиргССР-4783 ТуркССР-2263 УзбекССР-1354 ТаджССР-15   | Арм ССР-25627 Груз ССР-16212 АзерССР-1487                                  | 0,028 %    |
| 1970 | 88,930                | СССР    | -      | -      | -      | -      | РСФСР-1015 УкрССР-117 БелССР-23 ЛатвССР-9 МолдССР-7 ЛитССР-1                                                          | КазахССР-12299 КиргССР-7974 ТуркССР-2933 УзбекССР-867 ТаджССР-21   | Арм ССР-37486 Груз ССР-20690 АзерССР-5488                                  | 0,036 %    |
| 1979 | 115,858               | СССР    | -      | -      | -      | -      | РСФСР-1631 УкрССР-122 БелССР-117 МолдССР-15 ЛитССР-9 ЛатвССР-9 ЭстССР-2                                               | КазахССР-17692 КиргССР-9544 ТуркССР-3521 УзбекССР-982 ТаджССР-27   | Арм ССР-50822 Груз ССР-25688 АзерССР-5676                                  | 0,044 %    |
| 1989 | 152,717               | СССР    | -      | -      | -      | -      | РСФСР-4724 УкрССР-238 БелССР-66 ЭстССР-13 ЛатвССР-11 МолдССР-9 ЛитССР-3                                               | КазахССР-25425 КиргССР-14262 ТуркССР-4387 УзбекССР-1839 ТаджССР-56 | Арм ССР-56127 Груз ССР-33331 АзерССР-12226                                 | 0,053 %    |
| 2002 | 50,880                | Россия  | 19,607 | 31,273 | -      | -      | - | -                                                                  | -                                                                          | 0,035 %    |
| 2010 | 63,818                | Россия  | 23,232 | 40,586 | 33,941 | 29,877 | Сарат обл-4203 Нижгр обл-3833 Яросл обл-3402 Москва и обл-3193 Тамб обл-2523 Орл обл-1749 Тул обл-1305 Липец обл-1171 | Новсибобл-2564 Сверд обл-1450                                      | Красндобл-10922 Ставр обл-5138 Адыг обл-4592 Роств обл-2601 Волгр обл-2019 | 0,046 %    |